# Cichoriensäure
Cichoriensäure, auch Dicaffeoylweinsäure, ist eine organische Verbindung aus der Klasse der Phenylpropanoide, die in zahlreichen Pflanzenarten vorkommt. Es handelt sich sowohl um ein Derivat der Kaffeesäure (eine Hydroxyzimtsäure) als auch der Weinsäure.

## Natürliches Vorkommen

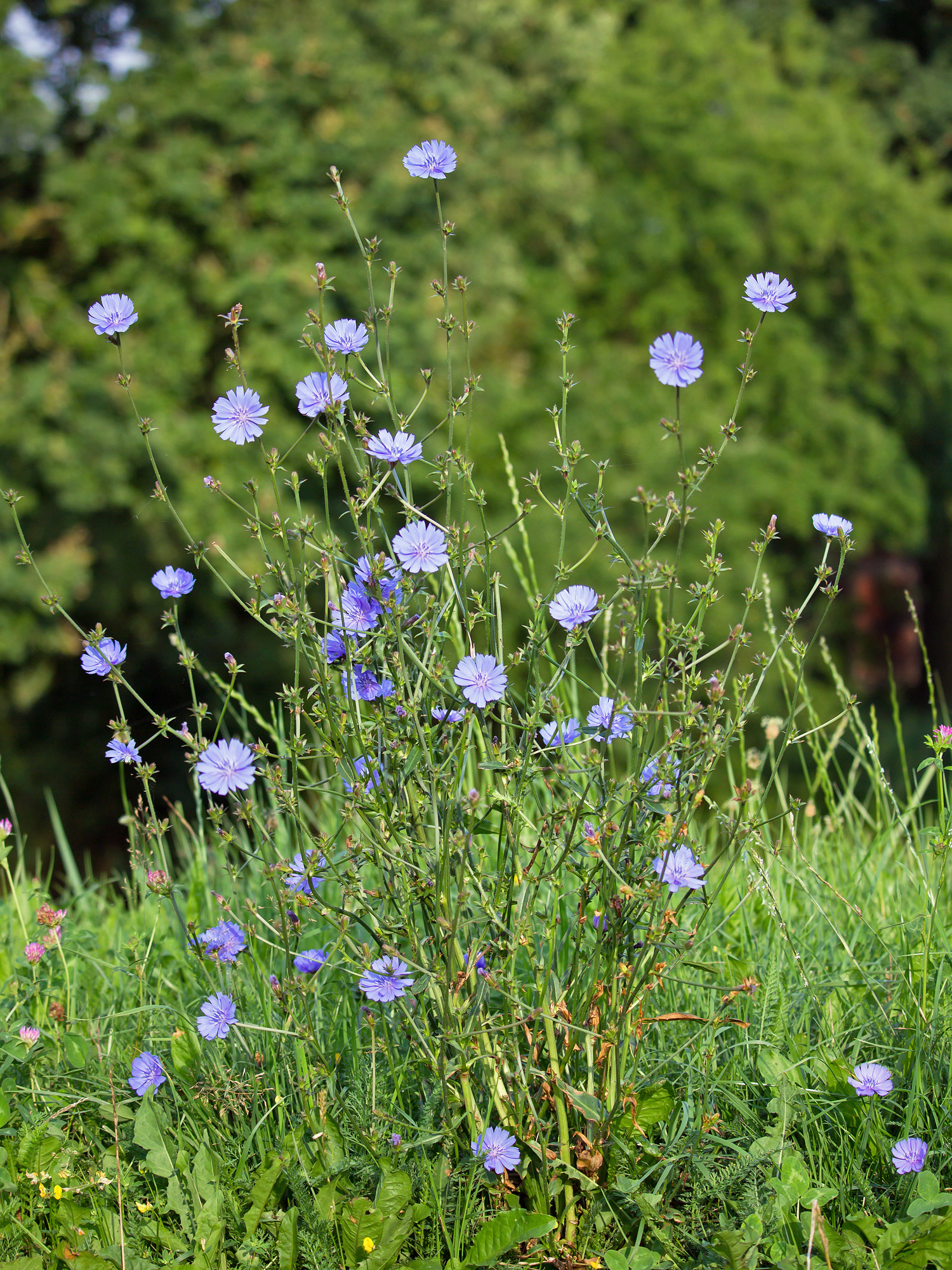
Cichorie (Cichorium intybus)

Cichoriensäure wurde zuerst aus Cichorium intybus (Cichorie) isoliert, findet sich jedoch auch in größeren Mengen in Echinacea, insbesondere E. purpurea, Löwenzahnblättern, Basilikum, Zitronenmelisse, sowie Wasserpflanzen wie Algen oder Seegräsern.